# Mykoła Astafjew
Mykoła Wasylowycz Astafjew, ukr. Микола Васильович Астаф'єв, ros. Николай Васильевич Астафьев, Nikołaj Wasiljewicz Astafjew (ur. 5 sierpnia 1939) – ukraiński piłkarz, grający na pozycji bramkarza, trener piłkarski.

## Kariera piłkarska
W 1957 rozpoczął karierę piłkarską w drużynie amatorskiej Torpedo Sumy. Potem był powołany do służby wojskowej, podczas której bronił barw SKF Sewastopol. Po zwolnieniu z wojska w 1962 został piłkarzem Awanhardu Sumy, który już od 1960 występował na poziomie profesjonalnym, a w 1963 zmienił nazwę na Spartak Sumy. W 1970 roku zakończył karierę piłkarza.

## Kariera trenerska
Po zakończeniu kariery piłkarskiej rozpoczął pracę szkoleniowca. Najpierw pracował w sztabie szkoleniowym drużyny zakładowej Frunzeneć Sumy, występującej w mistrzostwach obwodu sumskiego. Przez dłuższy czas stał na czele zespołu prowadząc go do wielu sukcesów. Na początku 1992 został mianowany na stanowisko głównego trenera klubu Jawir Krasnopole, którym kierował razem z Wołodymyrem Bohaczem do czerwca 1992.